# Rhatha Phongam
Rhatha Phongam (soprannominata Ying; Bangkok, 19 maggio 1983) è un'attrice e cantante thailandese.

## Biografia
È conosciuta a livello internazionale per il suo ruolo di supporto nel film di Nicolas Winding Refn Solo Dio perdona nel 2013. Ha conseguito una laurea e un master in Arti della comunicazione presso l'Università di Bangkok.